# 리 젤딘
리 마이클 젤딘(Lee Michael Zeldin, 1980년 1월 30일 ~ )은 미국의 정치인이며, 전 육군 정보장교이자 전 뉴욕주 상원의원, 제114·115·116·117대 미국 뉴욕주 연방하원의원이자, 도널드 트럼프 제2기 행정부에서 제17대 미국 환경보호청장이다.

## 학력
- 올버니 대학교 정치학 인문사회 학사
- 올버니 대학교 법학 법무박사

## 경력
- 육군 정보장교
- 2011.01 ~ 2014.12 제199·200대 뉴욕주 제3선거구 상원의원
- 2015.01 ~ 2023.01 제114·115·116·117대 뉴욕 제1선거구 연방하원의원
- 2025.01 ~ 제17대 미국 환경보호청장

## 역대 선거 결과
| 선거명      | 직책명                    | 대수  | 정당   | 득표율 | 득표수      | 결과 | 당락                 |
| ----------- | ------------------------- | ----- | ------ | ------ | ----------- | ---- | -------------------- |
| 2008년 선거 | 하원의원 (뉴욕 제1선거구) | 111대 | 공화당 | 41.62% | 115,545표   | 2위  | 낙선                 |
| 2010년 선거 | 상원의원 (뉴욕 제30부)    | 199대 | 공화당 | 57.07% | 41,063표    | 1위  | 뉴욕 주의원 당선     |
| 2012년 선거 | 상원의원 (뉴욕 제30부)    | 200대 | 공화당 | 55.69% | 52,057표    | 1위  | 뉴욕 주의원 당선     |
| 2014년 선거 | 하원의원 (뉴욕 제1선거구) | 114대 | 공화당 | 54.40% | 94,035표    | 1위  | 뉴욕주 하원의원 당선 |
| 2016년 선거 | 하원의원 (뉴욕 제1선거구) | 115대 | 공화당 | 58.20% | 188,499표   | 1위  | 뉴욕주 하원의원 당선 |
| 2018년 선거 | 하원의원 (뉴욕 제1선거구) | 116대 | 공화당 | 51.48% | 139,027표   | 1위  | 뉴욕주 하원의원 당선 |
| 2020년 선거 | 하원의원 (뉴욕 제1선거구) | 117대 | 공화당 | 54.84% | 205,715표   | 1위  | 뉴욕주 하원의원 당선 |
| 2022년 선거 | 뉴욕 주지사               | 57대  | 공화당 | 46.73% | 2,762,581표 | 2위  | 낙선                 |